# 拉巴斯縣 (卡塔馬卡省)

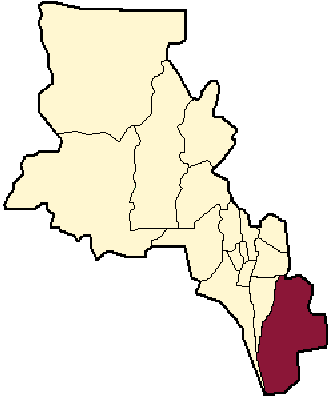

29°16′S 65°02′W / 29.267°S 65.033°W
拉巴斯縣（西班牙語：Departamento La Paz），是阿根廷的縣份，位於該國西北部卡塔馬卡省，首府設於雷克雷奧，距離科爾多瓦235公里，面積8,149平方公里，2010年人口22,638，人口密度每平方公里2.78人。